# Droisy, Eure
Droisy är en kommun i departementet Eure i regionen Normandie i norra Frankrike. Kommunen ligger i kantonen Nonancourt som tillhör arrondissementet Évreux. År 2022 hade Droisy 459 invånare.

## Befolkningsutveckling
Antalet invånare i kommunen Droisy
Referens:INSEE